# 韓魏
韓魏（1552年—？），字晉勳，號見雲，直隸大名府東明縣人，民籍，明朝政治人物。

## 生平
隆慶四年（1570年）庚午科鄉試四十三名，萬曆十四年（1586年）丙戌科會試二百二十九名，登三甲第二百三十七名進士。通政司观政，授德安府推官。擢兵部主事，督饷蓟辽。

## 家族
曾祖韓釗；祖父韓璋；父韓廷相，曾任省祭官。母楊氏；繼母賈氏；繼母劉氏。严侍下。弟韓歐、韓柳、韓趙。